# Microsoft Flight
Microsoft Flight — компьютерная игра, продолжение симулятора полётов от Microsoft, релиз которого состоялся в феврале 2012 года.

## Разработка
В августе 2010 года в корпорации официально подтвердили, что к выпуску готовится новая версия игры. Пока она на ранней стадии разработки, однако альфа-версия уже готова к тестированию. Об этом сообщил старший директор игрового подразделения Microsoft Кевин Юнангст (англ. Kevin Unangst).
Подробностей о проекте было очень мало. Юнангст упомянул, что игра будет ещё более реалистичной и точной в деталях, однако её найдут интересной не только энтузиасты авиации, но и люди, от неё далёкие, для чего будут предусмотрены некие новые игровые режимы.
1 декабря 2011 г. команда разработчиков Microsoft Flight официально объявила о начале регистрации на закрытое бета-тестирование в январе 2012 года.
15 ноября 2011 г. были объявлены системные требования для Microsoft Flight.
23 декабря на официальном сайте опубликованы скриншоты из нового симулятора.
Microsoft Flight стал доступен для бесплатного скачивания с 29 февраля 2012 года. Одновременно с бесплатным релизом основного клиента последовали релизы сразу трёх платных DLC..
26 июля 2012 года было объявлено о прекращении разработки Microsoft Flight.
22 августа 2013 года Microsoft Flight был удалён из Steam.

## Игровой процесс
| Системные требования | Системные требования                                          | Системные требования                                                  |
| -------------------- | ------------------------------------------------------------- | --------------------------------------------------------------------- |
|                      | Минимальные                                                   | Рекомендуемые                                                         |
| Windows              |                                                               |                                                                       |
| ОС                   | Windows XP SP3                                                | Windows 7 SP1 64-bit                                                  |
| ЦПУ                  | Dual Core 2.0 ГГц                                             | Intel Core i7 960 3.20 ГГц, AMD Phenom II X6 1100T 3.3 ГГц или мощнее |
| Объём ОЗУ            | 2 ГБ                                                          | 6 ГБ                                                                  |
| Место на диске       | 10 ГБ                                                         | 30 ГБ                                                                 |
| Видеокарта           | 256 Мб с поддержкой шейдеров версии 3.0 (DX 9.0c совместимая) | ATI Radeon HD 5870, NVIDIA GeForce GTX 560 или мощнее                 |

Задачей игрока является прохождение миссий, а также создание собственных маршрутов.

### Игровой мир
В данный момент для полётов доступны 2 территории, не связанные друг с другом: Гавайские острова и Аляска.

### Авиапарк
Помимо включённых в игру Icon A5 и Boeing-Stearman Model 75 есть возможность загрузить дополнительные самолёты, например:
- North American P-51 Mustang
- Mitsubishi A6M2 Zero
- Curtiss P-40
- Chance Vought F4U Corsair

Каждому самолёту можно подобрать один из нескольких доступных вариантов покрасок. Дополнительные покраски можно открыть, выполняя определённые задания.

## Критика
| Сводный рейтинг    | Сводный рейтинг |
| Агрегатор          | Оценка          |
| ------------------ | --------------- |
| GameRankings       | 66,40 %         |
| Metacritic         | 64/100          |
| Иноязычные издания |                 |
| Издание            | Оценка          |
| Eurogamer          | 6/10            |
| GameSpot           | 7/10            |
| GameSpy            | [ 8 ]           |
| IGN                | 5/10            |
| Strategy Informer  | 7/10            |

Средний балл для Microsoft Flight составляет 64/100 на сайте Metacritic.